# Paul Raepsaet
Paul Julien Henri Emmanuel Raepsaet (Oudenaarde, 15  april 1843 - 19 oktober 1918) was een Belgische volksvertegenwoordiger en senator voor de Katholieke Partij, alsook burgemeester.

## Levensloop
Raepsaet was een zoon van advocaat en vrederechter van Lokeren Henri Raepsaet en van Hortense Saby. Hij trouwde met Marie-Louise Hubert. Hij was ook achterkleinkind van Jan Jozef Raepsaet, en kleinkind van Jan Benedict Saby, notaris en burgemeester van Etikhove en Edelare.
Hij promoveerde tot kandidaat-notaris (1868) aan de [[Katholieke Universiteit Leuven]] 1868) en werd notaris in Oudenaarde (1873).
Hij werd gemeenteraadslid (1875), schepen (1879) en burgemeester (1890-1918) van Oudenaarde. 
In 1887 werd hij verkozen tot katholiek volksvertegenwoordiger voor het arrondissement Oudenaarde-Aalst en vervulde dit mandaat tot in 1900. Hij werd toen senator voor hetzelfde arrondissement en bleef dit mandaat behouden tot aan zijn dood.
Hij was ook nog:
- voorzitter van de Compagnie Belge d'Epargne et d'Assurances;
- ondervoorzitter van de Crédit Général Hypothécaire;
- lid van de "Commission Supérieure de Patronage pour Encourager et Favoriser la Participation des Artistes et des Producteurs belges à l’Exposition internationale de 1900"

## Publicaties
- Les vacances d'un notaire au cap Nord. Souvenirs de voyage, Gent, 1887.
- Quelques jours en Algérie et en Tunisie, Gent, 1898.
- Audenarde à l'exposition universelle internationale de 1900 à Paris, Oudenaarde, 1900.